# Illes Fèroe al Festival de la Cançó d'Eurovisió
Illes Fèroe és un país que ha mirat de participar al Festival de la Cançó d'Eurovisió, el 2010 es va anunciar el seu interès a participar a Eurovisió, però no poden participar ja que, oficialment, són part de Dinamarca i per fer-ho han de ser independents i unir-se a la Unió Europea de Radiodifusió.
A finals de 2018, el locutor nacional de les Illes Fèroe Kringvarp Føroya va mostrar un renovat interès a unir-se a la UER i participar al Festival de la Cançó d'Eurovisió. Segons l'emissora, no estan exclosos per la regla que només les nacions independents es poden unir, i com a resultat, l'emissora de les Illes Fèroe va iniciar discussions internes sobre com sol·licitar la membresía de la UER i participar al Festival de la Cançó d'Eurovisió i fins i tot organitzar una final nacional similar al Dansk Melodi Grand Prix.
Després de la finalització del concurs de Festival de la Cançó d'Eurovisió 2023 sol·licitaria l'adhesió a la UER. Si s'aprova, un debut a les Illes Fèroe l'any 2024 seria possible mitjançant invitació, si s'aprova per ser membre associat o participació garantida.